# 中村紀彦
中村 紀彦（なかむら のりひこ、1991年（平成3年）8月18日 - ）は、日本の映像・映画理論研究者。タイ人の映画監督アピチャートポン・ウィーラセータクンの映像に関する日本で唯一の研究者。

## 略歴・人物
大阪府生まれ。大阪府立清水谷高等学校と立命館大学映像学部を卒業し、神戸大学大学院人文学研究科博士課程修了。
当初アジアのドキュメンタリー映画をテーマに研究する予定だったが、京都市で開かれたタイ人の映画監督アピチャートポン・ウィーラセータクンの個展を見て衝撃を受けたのを機にアピチャートポン研究を始めた。
中村の訪れた個展では美術館やギャラリー展示するインスタレーションが中心で、アピチャートポンがタイの映画史上で初めてカンヌ映画祭のパルム・ドール（最高賞）受賞した監督（2010年『ブンミおじさんの森』）にもかかわらず、「映画は、アピチャッポンを構成する一要素に過ぎ」なかったことに気付く。
そして「東北タイという凄惨な歴史が埋れる土地で、彼は映画だけでなくインスタレーションやMVや写真まで制作することで、はじめて複雑かつ広大なネットワークをつくりあげた」アピチャートポンの「異次元の複雑さ」に惹きつけられ、「ひとりの作家に焦点をあてることを決意した」。以後、日本で唯一のアピチャートポン映像の研究者となった。2016年にはアピチャートポンに取材インタビューも行っている（「美術手帖web」に掲載）。
そのほか映像研究では、立命館時代の2012年インターンシップの一環で山田洋次監督の映画『東京家族』の撮影に参加。神戸大大学院では人気女性アイドルグループ「乃木坂46」の映像制作や美術誌「美術手帖」で映画論評に携わったりしている。
なお、2019年に神戸市役所の設けた市職員採用「デザイン・クリエイティブ枠」を知り、「培った創造力を魅力的な街づくりに貢献できる」と考えて応募。競争率13倍超の難関だったが1期生として採用され、2020年（令和2年）4月から神戸市役所職員として勤務している。アピチャートポン研究は、市の了承の範囲で続けていく予定。

## 著書

### 共著
- 『アピチャッポン・ウィーラセタクン：光と記憶のアーティスト』（フィルム・アート社、2016年）
- 『小津安二郎 大全』（朝日新聞出版、2019年）
- 『躍動する東南アジア映画～多文化・越境・連帯～（論創社、2019年）

### 雑誌
- 『美術手帖』（2017年5月号はじめ「美術手帖web」[4]など）
- 『エクリヲ』（vol.9、2018年）

### 評論
- 中村紀彦「彷徨う魂/キャメラ : アピチャッポン・ウィーラセタクン『世紀の光』におけるトラッキング・ショットとロング・テイクの相互作用を中心に」『美学芸術学論集』第12巻、神戸大学文学部芸術学研究室、2016年3月、88-103頁、doi:10.24546/81009443、hdl:20.500.14094/81009443、ISSN 18801943。